# FSC Żuk

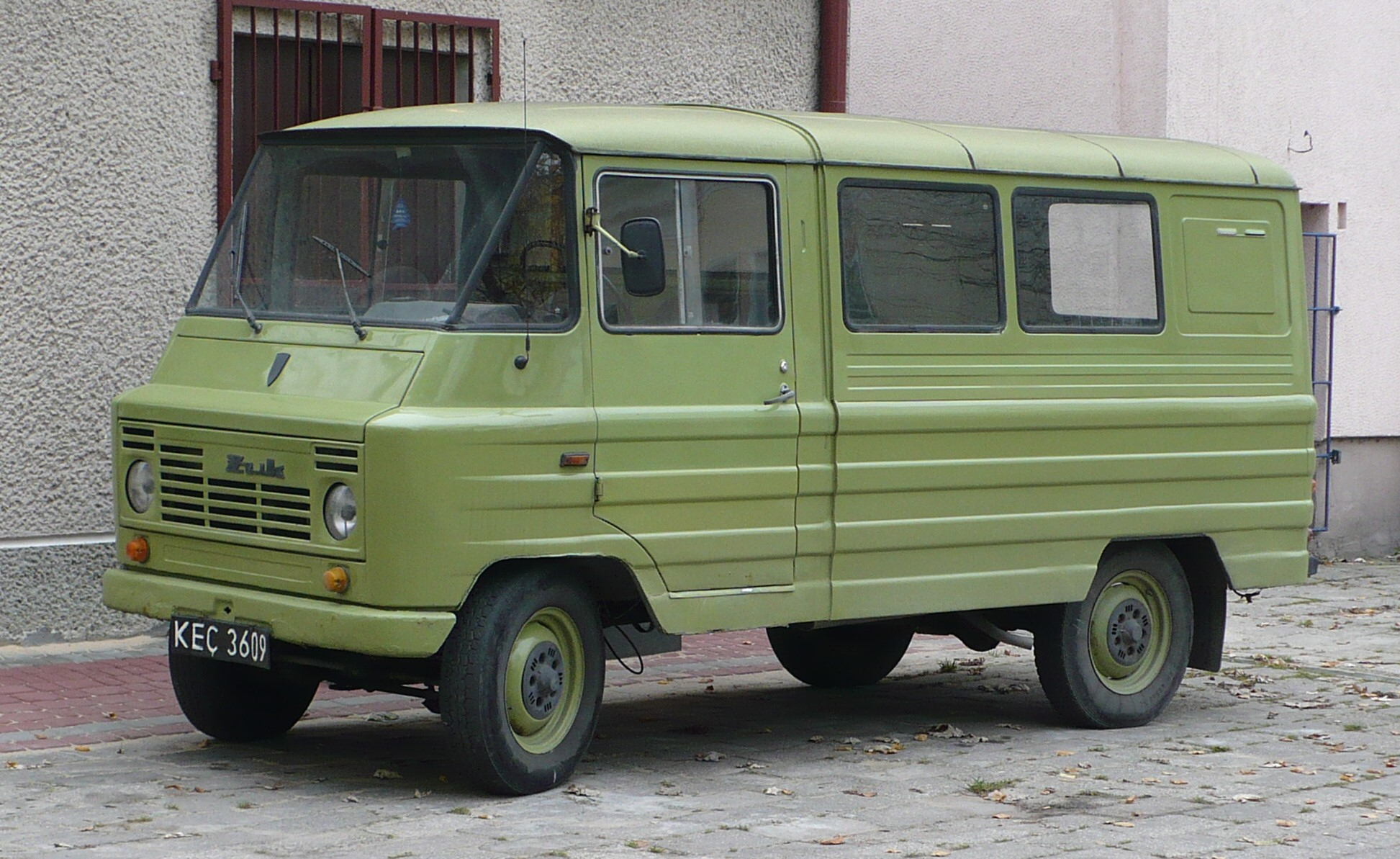
Der „Exportschlager“ A 07 für das sozialistische Ausland

FSC Żuk (polnisch: „Käfer“) ist die Typenbezeichnung verschiedener polnischer Kleintransporter, die vom 24. Juni 1959 bis zum 13. Februar 1998 beim polnischen Hersteller Fabryka Samochodów Ciężarowych (kurz: FSC) in Lublin produziert wurden.
Neben Lieferwagen und Kleinbussen wurden zeitweise auch Feuerlöschfahrzeuge produziert. Der Hersteller verwendete Fahrzeuggestelle des LKW-Herstellers FSC Lublin, allerdings meist mit anderer Motorisierung. Teilweise wurden auch sowjetische Fahrzeuge in Lizenzbauweise produziert.
Der Żuk basierte im Wesentlichen auf dem FSO Warszawa M 20, ebenso wie der Kleintransporter ZSD Nysa. Durch die gemeinsam verwendete Fahrzeugbasis konnten die Fahrzeuge preiswert hergestellt werden und waren in Polen beliebt.
Der Żuk wurde in relativ großen Stückzahlen produziert, 1975 betrug der Jahresausstoß 29 000 Fahrzeuge.

## Technik
Der Żuk-Kleintransporter basierte auf einem verstärkten Fahrgestell des FSO Warszawa M 20. Als Aufbau war neben Kastenwagen und Kombi zunächst ein Pick-up erhältlich. Später ermöglichte ein Hilfsrahmen einen konventionellen Pritschenwagen (anfangs als Holzpritsche, später mit Stahlaufbau). Die Pick-up-Variante blieb parallel im Angebot. Während der Pritschenaufbau die größere Ladefläche und Nutzlast bot, erwies sich beim Pick-up, den es ebenfalls auch mit Spriegel und Plane gab, die niedrigere Ladehöhe als vorteilhaft. Die Nutzlast der Żuk-Typen reichte von 925 kg (Kombi) bis 1115 kg (Pritsche).
Die Vorderräder waren einzeln an Doppelquerlenkern abgestützt und mit Schraubenfedern gefedert, hinzu kam später noch ein Querstabilisator. Die hintere Starrachse wurde an Längsblattfedern ohne zusätzliche Lenker geführt. Die Einkreisbremse war mit Trommeln an allen Rädern ausgeführt. Die starre Lenksäule wirkte auf eine Doppelrolle und Globoidschnecke. Das Fahrwerk von Żuk und Nysa wies keine relevanten Unterschiede auf. Die Fahrzeuge verfügten über eine recht große Bodenfreiheit, dies wurde jedoch mit einem hohen Schwerpunkt erkauft.
Das Triebwerk wurde ebenfalls vom Warszawa M 20 übernommen – ein Vierzylinder-Ottomotor mit einem Hubraum von 2120 cm² und ein lenkradgeschaltetes 3-Gang-Getriebe. Anfangs wurde (wie im Warszawa) ein Motor mit SV-Ventilsteuerung verwendet, der 50 PS (37 kW) leistete. Später erfolgte die Umstellung des Motors auf OHV-Ventilsteuerung, wodurch die Leistung auf 70 PS (51 kW) anstieg. Damit war der ŻUK für einen Kleintransporter damaliger Verhältnisse überdurchschnittlich motorisiert (Der Barkas B 1000 in der DDR hatte 40 bis 42 PS, der VW Transporter in der Bundesrepublik in jener Zeit nur 34 bis 44 PS). Der Kraftstoffverbrauch war jedoch ebenfalls sehr hoch, der „Reiseverbrauch“ des 50 PS-Aggregats wurde mit 15–19 l/100 km angegeben. Die Höchstgeschwindigkeit betrug beim Modell A 03 (offenbar der Vorgänger des A 05/A 06) 90 km/h.
1975 erfolgte eine Überarbeitung, die Modelle trugen fortan den Buchstaben B ergänzend in der Modellbezeichnung. Der Motor blieb zunächst unverändert, aber die bisherige Lenkradschaltung wurde durch eine Knüppelschaltung ersetzt und die starre Lenksäule wich einer Sicherheitslenksäule. Das Fahrwerk erhielt an Vorder- und Hinterachse Teleskopstoßdämpfer und eine Zweikreisbremsanlage (TT-Aufteilung). Die Handbremse wirkte nun nicht mehr auf den Getriebeausgang, sondern auf die Hinterräder. Einige Teile wie Armaturen und Sitze wurden vom Polski Fiat 125p übernommen.
In späteren Jahren wurde auf einen Vierzylinder-Dieselmotor mit 2417 cm³ Hubraum umgestellt, der bei geringerem Kraftstoffverbrauch dieselbe Leistung entwickelte. Die interne Bezeichnung des von W.S.W.-Motorenwerke Andoria gelieferten Aggregats lautete 4C90. Mit der erneuten Zusammenarbeit zwischen Fiat und zwei polnischen Fahrzeugherstellern (siehe auch Polski Fiat und FSO) fanden auch Bauteile des Polski Fiat 125p Verwendung. Gespräche mit General Motors im Jahre 1976 mit dem Ziel, ein neues Fahrzeug als Ersatz für die veralteten Modelle in Lizenz bauen zu können, scheiterten. Spätere Fahrzeuge ab 1977 hatten deshalb lediglich eine größere Fahrerkabine für sechs Personen und eine kleinere Ladefläche und wurden für den polnischen Markt bis zum Ende des Unternehmens weiter gefertigt.

## Import durch die DDR

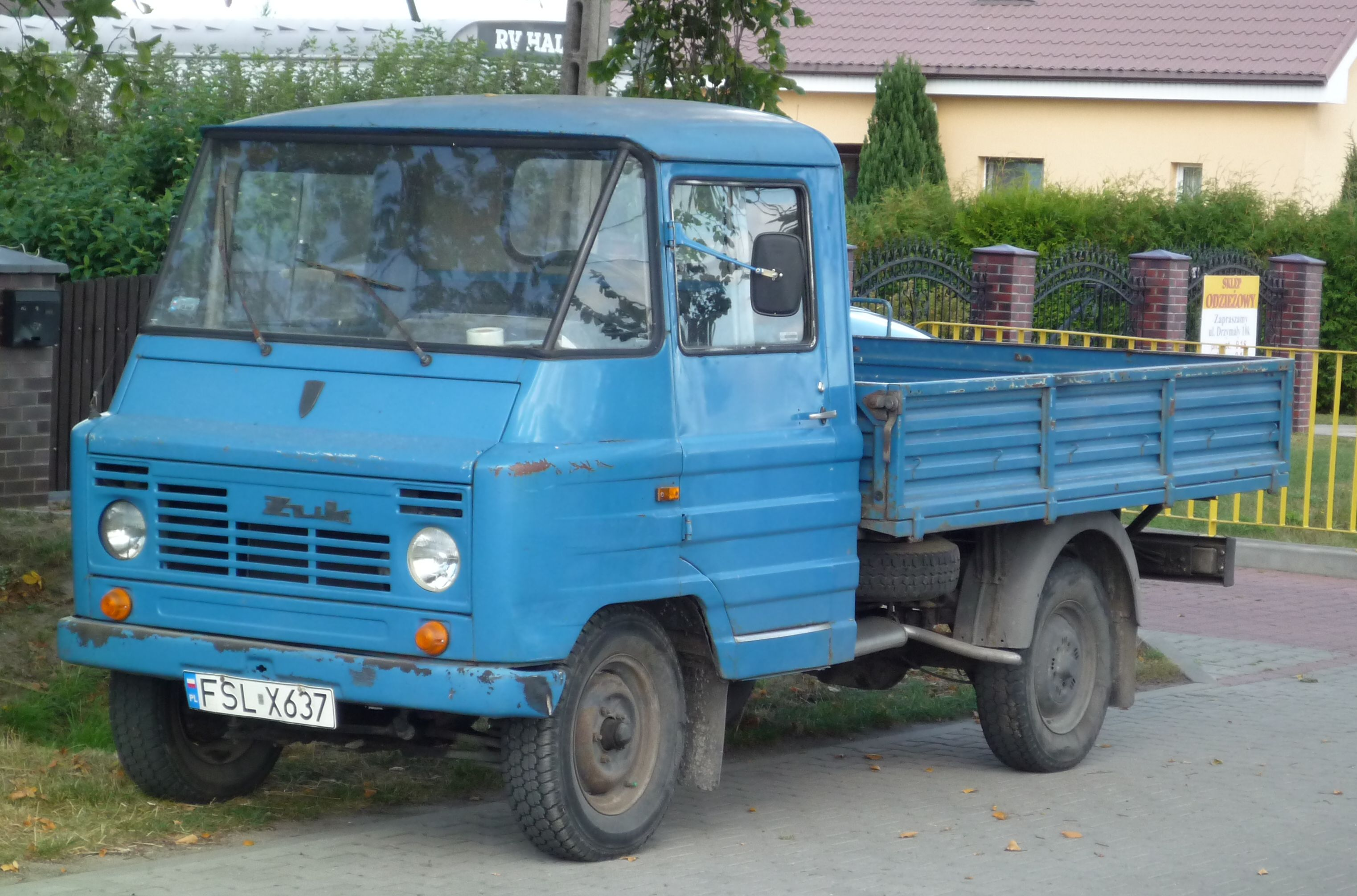
Das ältere von zwei Modellen des Typs A 11B

Ab 1976 wurden die Typen A 06B, A 07B und A 11B in einem geplanten Umfang von 5000 Stück importiert. Nach Darstellungen von Werner Oswald wurden 1976–1980 etwa 6000 Żuk-Transporter importiert.

## Das Ende der Marke Żuk
Nach dem Zusammenbruch der polnischen Volkswirtschaft konnte sich das Unternehmen gegen die übermächtige ausländische Konkurrenz nicht dauerhaft durchsetzen. Das Konzept, Fahrzeuge preisgünstig auf der Basis etablierter Standardkonzepte zu bauen, wurde vom Markt nicht mehr angenommen. Eines der letzten Fahrzeuge, das Schienenfahrzeug Mitor-01 auf der Basis eines Kleinbusses für den Straßenverkehr (Prototyp 1995, letzte Testfahrten im Jahr 2000), kam über das Versuchsstadium nicht hinaus.
Bis zu seinem vorläufigen Ende im Frühjahr 2007 baute der Hersteller FSC im Rahmen eines Joint-Venture-Unternehmens und anderer Kooperationen mehrere eigene Autos und Modelle anderer Hersteller. Die Marke Żuk wurde aber nicht mehr wiederbelebt. Nachfolger der Żuk-Kleintransporter wurde der Daewoo Lublin.